# Caloptilia iophanes
Caloptilia iophanes là một loài bướm đêm thuộc họ Gracillariidae. Nó được tìm thấy ở Queensland.